# Острів Павла
О́стрів Па́вла (рос. Остров Павла) — невеликий острів у морі Лаптєвих, біля східного узбережжя півострову Таймир. Територіально відноситься до Красноярського краю, Росія.
Острів розташований біля південно-східного краю острова Андрія. Має видовжену із півночі на південь форму. На півдні відмежовує від моря Андріївську затоку.
| Росія | Це незавершена стаття з географії Росії. Ви можете допомогти проєкту, виправивши або дописавши її. |

1. ↑  GEOnet Names Server — 2018.